# Вінчестер (переписна місцевість, Нью-Гемпшир)
Вінчестер (англ. Winchester) — переписна місцевість (CDP) в США, в окрузі Чешир штату Нью-Гемпшир. Населення — 1606 осіб (2020).

## Географія
Вінчестер розташований за координатами 42°46′37″ пн. ш. 72°23′6″ зх. д. / 42.77694° пн. ш. 72.38500° зх. д. (42.777021, -72.385093).  За даними Бюро перепису населення США в 2010 році переписна місцевість мала площу 7,80 км², уся площа — суходіл.

## Демографія
Згідно з переписом 2010 року, у переписній місцевості мешкали 1733 особи в 682 домогосподарствах у складі 439 родин. Густота населення становила 222 особи/км².  Було 738 помешкань (95/км²).
Расовий склад населення:
| - 96,2 % — білих - 0,5 % — чорних або афроамериканців - 0,4 % — корінних американців - 0,2 % — азіатів |

До двох чи більше рас належало 1,9 %. Частка іспаномовних становила 1,8 % від усіх жителів.
За віковим діапазоном населення розподілялося таким чином: 24,9 % — особи молодші 18 років, 62,5 % — особи у віці 18—64 років, 12,6 % — особи у віці 65 років та старші. Медіана віку мешканця становила 37,3 року. На 100 осіб жіночої статі у переписній місцевості припадало 98,3 чоловіків;  на 100 жінок у віці від 18 років та старших — 93,8 чоловіків також старших 18 років.
Середній дохід на одне домашнє господарство  становив 57 784 долари США (медіана — 52 935), а середній дохід на одну сім'ю — 62 021 долар (медіана — 54 596). Медіана доходів становила 45 594 долари для чоловіків та 39 886 доларів для жінок. За межею бідності перебувало 18,5 % осіб, у тому числі 27,6 % дітей у віці до 18 років та 20,1 % осіб у віці 65 років та старших.
Цивільне працевлаштоване населення становило 795 осіб. Основні галузі зайнятості: освіта, охорона здоров'я та соціальна допомога — 23,0 %, роздрібна торгівля — 16,5 %, виробництво — 11,3 %, будівництво — 11,3 %.